# Pierdomenico Baccalario
Pierdomenico Baccalario (Acqui Terme, 1974. március 6. –) olasz író, kalandos ifjúsági regények írója.

## Életrajza
1998-ban elnyerte az Il Battello a vapore díjat a La Strada del Guerriero című regényével. Ez idő óta Pierdomenico Baccalario számos fantasy regényt publikált, melyeket több mint tizennyolc nyelven adtak ki. Újságíróként is dolgozik, együttműködve a pisai Scuola Normale Superioreval.
Több éve vesz részt zsűriként a Best of Show-n, 2005 és 2008 között a zsűri elnöke volt. 2011 májusában a XII. Terre del Magnifico irodalmi díját nyerte el Cyboria című regényével. Az Il risveglio di Galeno című könyvét egy, az Istituto comprensivo di Cortemaggiore 12-14 éves diákjaiból álló csoport zsűrizte, ahol első díjat nyert.

## Művei

### La Clessidra (A homokóra)
- Verso la nuova frontiera (2002)
- Al di là degli oceani (2002)
- Il mistero dell'Everest (2002)
- Il Signore dell'Orda (2002)
- La fortezza degli angeli (2003)
- La regina della tavola rotonda (2004)

### Candy Circle
Ifjúsági regénysorozat, melyet Alessandro Gattival együtt írt.
- Pronti... partenza... crash! (2005)
- Attenti al guru! (2005)
- Salsicce e misteri (2005)
- Tutti addosso al drago rosso! (2005)
- Quando il bomber fa cilecca... (2005)
- Pecore alla deriva (2005)
- Faccia di menta (2006)
- Chi ha paura del Candy Circle? (2006)
- Paura a Gravenstein Castle (2006)
- Il tempio degli scorpioni di smeraldo (2008)

### Ulysses Moore
- La porta del tempo (Az időkapu – A Villa Argo rejtélye) (2004)
- La bottega delle mappe dimenticate (Az elfeledett térképek boltja – Az ókori Egyiptom földjén) (2005)
- La casa degli specchi (A tükrök háza – Nestor vallomása) (2005)
- L'isola delle maschere (A maskarák szigete – Hívatlan vendégek) (2006)
- I guardiani di pietra (A szikla őrei – Visszatérés a kezdetekhez) (2006)
- La prima chiave (Az első kulcs – Az igazság pillanata) (2007)
- La città nascosta (A titkos város) (2008)
- Il maestro di fulmini (A villámok mestere) (2009)
- Il labirinto d'ombra (A sötétség útvesztője) (2009)
- Il paese di ghiaccio (A jég birodalma) (2010)
- Il giardino di cenere (A hamvak kertje) (2010)
- Il Club dei Viaggiatori Immaginari (A Képzeletbeli Utazók Klubja ) (2011)

### Century
- L'anello di fuoco (2006)
- La stella di pietra (2007)
- La città del vento (2007)
- La prima sorgente (2008)

### Will Moogley Agenzia Fantasmi
- Hotel a cinque spettri (2008)
- Una famiglia... da brivido (2008)
- Il fantasma del grattacielo (2009)
- Anche i fantasmi tremano (2009)
- Un mostro a sorpresa (2009)
- Il re del brivido (2010)
- Terrore in casa tupper (2010)

### I Gialli Di Vicolo Voltaire
- Un bicchiere di veleno (2009)
- Non si uccide un grande mago (2009)
- Lo strano caso del ritratto fiammingo (2010)
- Vacanza con delitto (2010)
- La baronessa nel baule (2010)
- Il mistero del quaderno cinese (2011)

### Egyéb regények
- La Strada del Guerriero
- L'ombra del corvo
- La Bibbia in 365 racconti (2004)
- La mosca di rame (2005)
- I mastrodonti (2006)
- Pesci Volanti (Elena Peduzzival) (2007)
- Amaro dolce Amore (Elena Peduzzival) (2008)
- Il principe della città di sabbia (Enzo d'Alòval és Gaston Kaborèval) (2008)
- Il popolo di Tarkaan (2009)
- Cyboria. Il risveglio di Galeno (Cyboria – Galeno ébredése) (2009)
- La bambina che leggeva i libri (2010)
- Il Codice dei Re (2010)

## Antológiái
- Sanctuary (2009)

## Forgatókönyvei
- Zombie Family (Pixel Dna)
- Candy Circle 0 (Alessandro Gattival és Enzo d'Alòval)

## Magyarul
- Cyboria. Galeno ébredése; ford. Elekes Rita; Alexandra, Pécs, 2012

### Ulysses Moore
Ulysses Moore; Alexandra, Pécs, 2006–2016
- 1. Az időkapu. A Villa Argó rejtélye; ford. Kotsis Orsolya
- 2. Az elfeledett térképek boltja. Az ókori Egyiptom földjén; ford. Kotsis Orsolya
- 3. A Tükrök háza. Nestor vallomása; ford. Falvay Dávid
- 4. A Maskarák szigete. Hívatlan vendégek; ford. Falvay Dávid
- 5. A szikla őrei. Visszatérés a kezdetekhez; ford. Falvay Dávid
- 6. Az első kulcs. Az igazság pillanata; ford. Falvay Dávid
- 7. A titkos város; ford. Köhler Ágnes, Falvay Dávid
- 8. A villámok mestere; ford. Túri Zsuzsanna
- 9. A sötétség útvesztője; ford. Túri Zsuzsanna
- 10. A jég birodalma; ford. Túri Zsuzsanna
- 11. A hamvak kertje; ford. Túri Zsuzsanna
- 12. A Képzeletbeli Utazók Klubja; ford. Túri Zsuzsanna

### Century
Century; ford. Balkó Ágnes; Pongrác, Bp., 2011–2015
- 1. A tűz gyűrűje; 2011
- 2. A kőcsillag; 2012
- 3. A szél városa; 2014
- 4. Az ősforrás; 2015

### Lock
Lock; ford. Túri Zsuzsanna; Manó Könyvek, Bp., 2017–
- 1. A folyó őrei; 2017
- 2. A hold szövetsége; 2018

## Baccalario alapján

### Sherlock, Lupin & én
Irene Adler (Alessandro Gatti álneve): Sherlock, Lupin & én; ford. Todero Anna; Manó Könyvek, Bp., 2013–
- Utolsó felvonás az Operában; 2013
- A fekete dáma; 2013
- A katedrális árnyéka; 2014
- A skarlátvörös rózsa rejtélye; 2014
- A Szajna árnyai; 2015
- A fehér kastély; 2015
- Szfinx a Hyde Parkban; 2016
- A kobra bosszúja; 2016
- A bűn fejedelme; 2017
- Rókavadászat gyilkossággal; 2017
- Az ármány kikötője; 2018
- A búcsú hajója; 2018
- A nagy végjáték; 2019
- Alessandro Gatti–Lucia Vaccarino: Anasztázia nyomában; Pierdomenico Baccalario; 2019
- Öt karácsonyi rejtély; 2020
- Alessandro Gatti–Lucia Vaccarino: A cilinderes férfi rejtélye; Pierdomenico Baccalario alapján; 2020
- Alessandro Gatti–Lucia Vaccarino: Az álarc titka; Pierdomenico Baccalario alapján; 2021

### Egyéb
- Pierdomenico Baccalario–Tommaso Percivale: 50 kaland, amit mindenképp át kell élned 13 éves korodig; ill. Antongionata Ferrari, ford. Dobosiné Rizmayer Rita; Könyvmolyképző, Szeged, 2019